# Ernst Krebs
Ernst Krebs (Múnich, Alemania, 4 de noviembre de 1906 – Gauting, RFA, 20 de julio de 1970) fue un deportista alemán que compitió en piragüismo en la modalidad de aguas tranquilas.
Participó en los Juegos Olímpicos de Berlín 1936, obteniendo una medalla de oro en la prueba de K1 10 000 m. Ganó una medalla de oro en el Campeonato Europeo de Piragüismo de 1933.

## Palmarés internacional
| Juegos Olímpicos   | Juegos Olímpicos       | Juegos Olímpicos | Juegos Olímpicos |
| Año                | Lugar                  | Medalla          | Competición      |
| ------------------ | ---------------------- | ---------------- | ---------------- |
| 1936               | Berlín ( Alemania)     | Medalla de oro   | K1 10 000 m      |
| Campeonato Europeo |                        |                  |                  |
| Año                | Lugar                  | Medalla          | Competición      |
| 1933               | Praga (Checoslovaquia) | Medalla de oro   | K1 10 000 m      |